# Nalín Dave
Nalín Dave (India, años 1940-años 1990) es un actor guyaratí de cine y televisión.
Representó al gigante demonio Kumbha Karna en la exitosa serie de televisión india Ramaian, dirigida por Ramanand Sagar, de 78 episodios, que se presentaba los domingos a las 9:30 a. m. (IST), entre el 25 de enero de 1987 y el 31 de julio de 1988. En esa presentación original, Ramaian fue visto por unos 100 millones de televidentes.
Nalín Dave falleció de muerte natural.

## Filmografía[3]
- 1976: Bhadar tara vehata paani[4]
- 1979: Shankar Parvati
- 1979: Chori na fera char (película en idioma guyaratí), con Ranjana, Manjari Desai, Ragini, Ramesh Mehta, Arvind Rathod, Narayan Rajguru, Nalin Dave y Vikram Gokhale.
- 1980: Alakh ne otle (película en idioma guyaratí), dirigida por Jayant K. Bhatt; con Rita Bhaduri, Jayant, Arvind Pandya, Arvind Rathod, Nalin Dave, Chandrakant Pandya, Mahesh Joshi.[5]
- 1980: Bhavni bhavai
- 1981: Jagya tyathi sawaar
- Shiv Shakti, dirigida por Girish Manukant; con Ranjeet Raj, Manhar Desai, Anjana, Rajnibala, Nalin Dave, Kishore Bhatt, Vrunda Trivedi[6]
- 1986-1988: Ramayan
- Ladi lakh ni saybo sava lakh no (película en idioma guyaratí), dirigida por Subhash J. Shah; con Naresh Kanodia, Sneha, Nalin Dave, Kalpana Diwan, Firoz Irani, Devendra Pandit, Jayendra Maheta.[5]
- Mahisagar ne aare, dirigida por Girish Manukant; con Ranjeet Raj, Sneha, Malay Chakravarti, Nalin Dave, Firoz Irani, Mahuva, Jayendra Maheta.[7]